# Solenomelus
Solenomelus é um género botânico pertencente à família Iridaceae.

## Espécies
- Solenomelus pedunculatus (Gillies ex Hook.) Hochr.[1]
- Solenomelus segethi (Phil.) Kuntze[2]